# Кора (статуя)

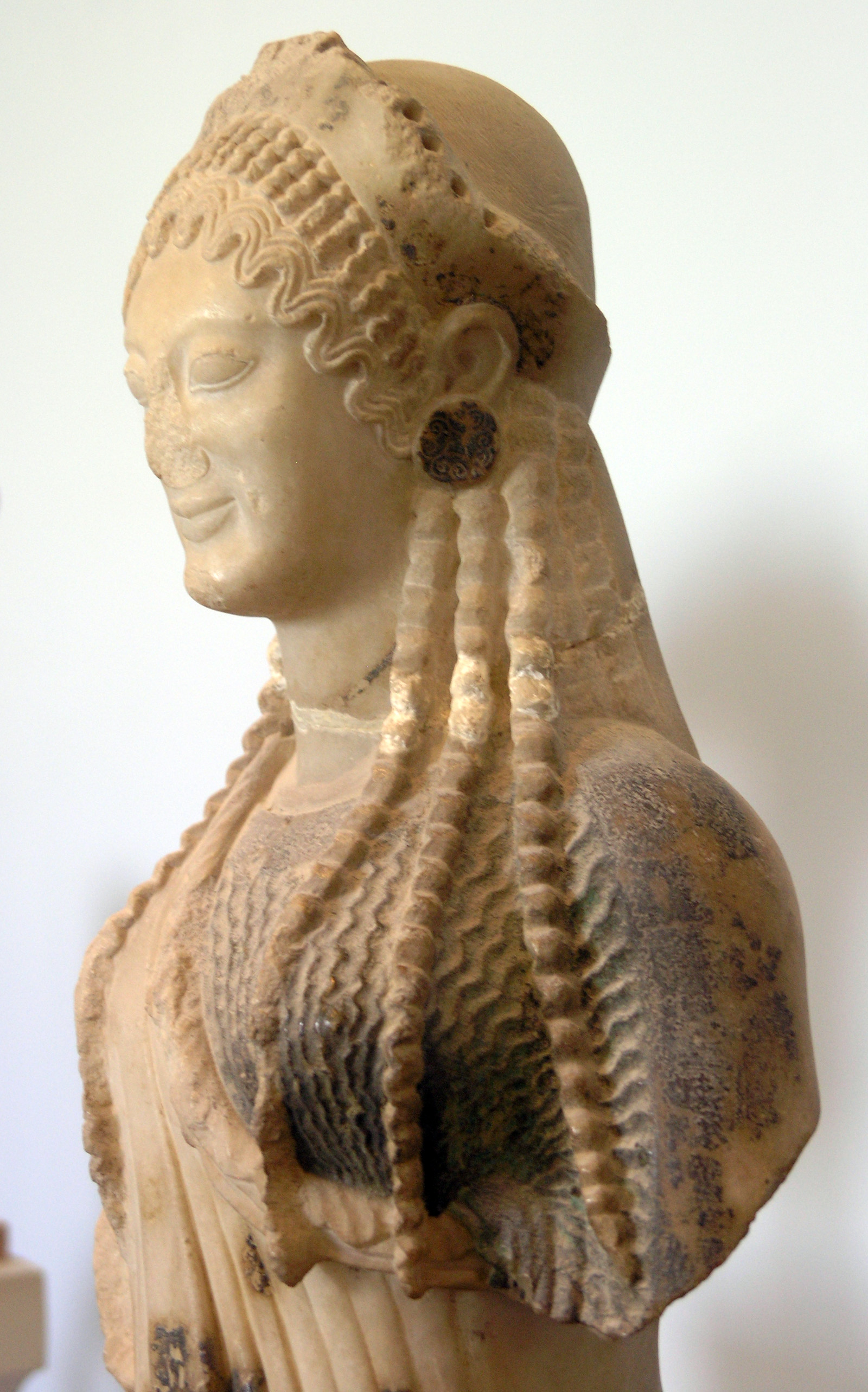
«Хиосская кора», скульптор Архермос, ок. 520—510 до н. э., Новый музей Акрополя

Ко́ра (др.-греч. κόρη — «девушка») — наименование типа древнегреческой скульптуры архаического периода, женский эквивалент куроса (ок. 660—480 до н. э.).

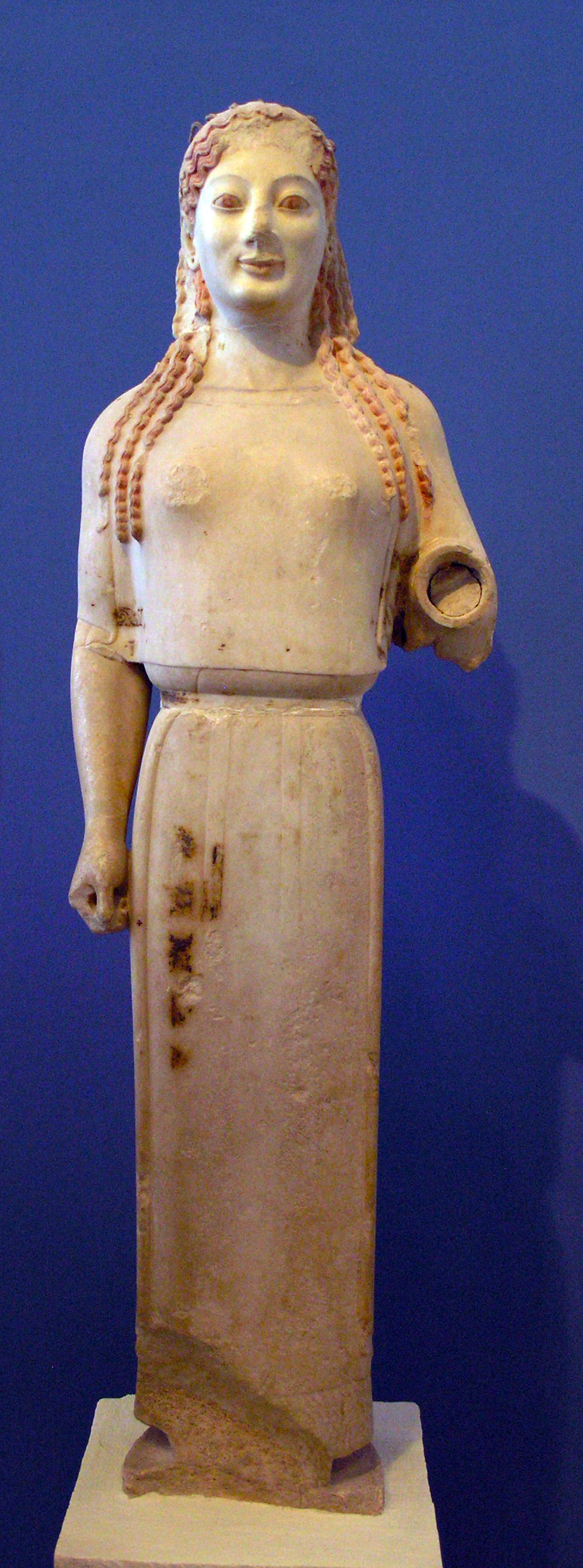
«Кора в пеплосе» (№ 679), ок. 530 года до н. э., Новый музей Акрополя

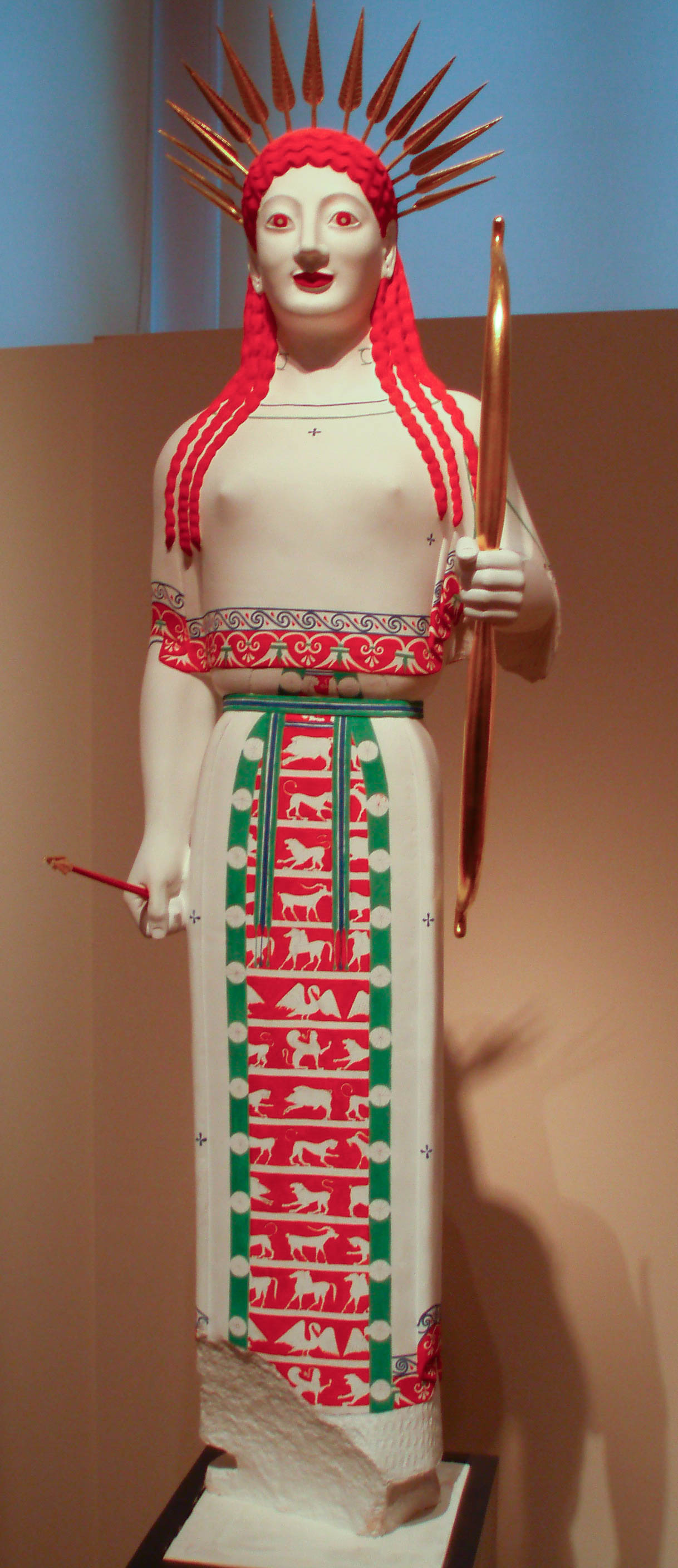
Пример реконструкции «Коры в пеплосе» в цвете

## Описание
Кора — это изображение женщины (всегда молодой), в статичной позе, одетой в традиционную греческую одежду, с архаической улыбкой на устах.
Коры практически всегда изображались стоящими во весь рост, с одной ногой слегка выдвинутой вперед (с сомкнутыми ногами — редко), и с одной рукой, придерживающей одежды таким образом, чтобы не наступить на них в движении. Свободная рука часто держала приношение тому богу или богине, которому они были посвящены. Одеяния кор составляли как и ионический хитон, так и более плотный пеплос (большинство аттических статуй). Иногда пеплос надевался поверх хитона. Скульпторы находили большое наслаждение, создавая складками тканей ритмические мотивы, показывая, как они драпируются на полностью скрытом человеческим теле, а также создавая орнаментальную канву одежды, которая либо высекалась в мраморе, либо расписывалась поверх него красками.

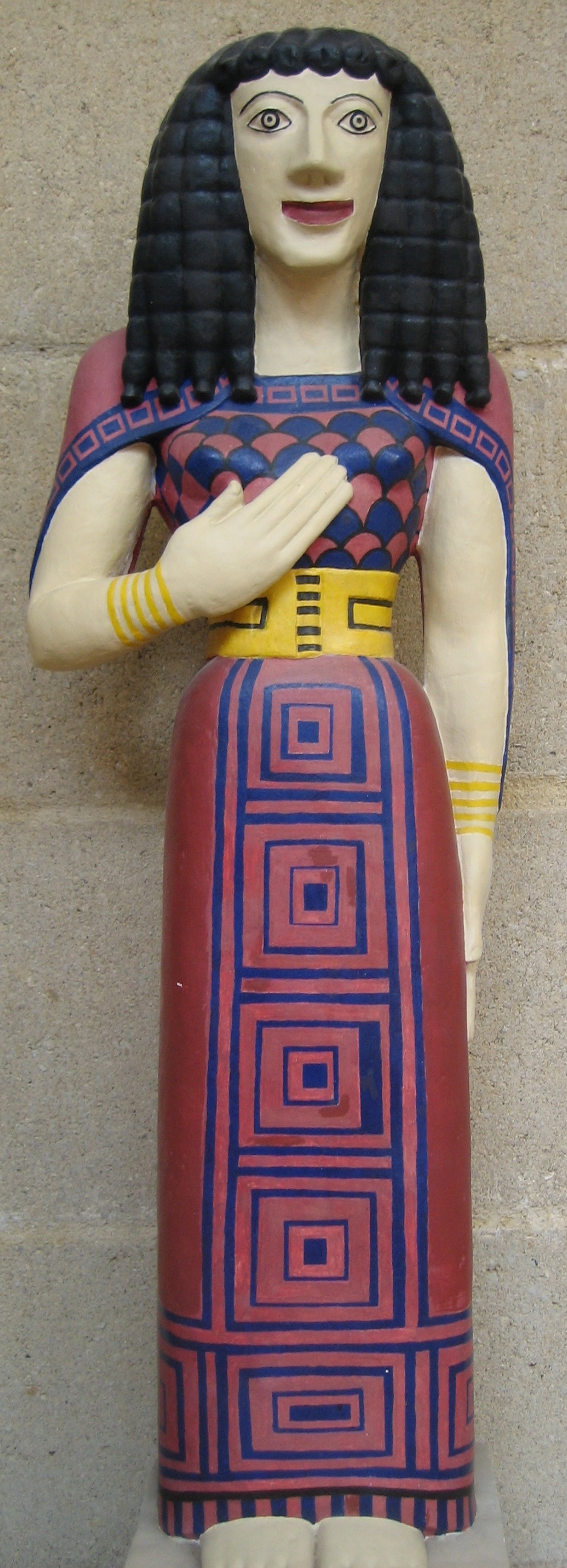
Реконструкция коры, известной как «дама из Осера»

Большинство кор выполнены в человеческий рост, или немногим меньше его. Тип статуи развивался исходя из тех же технических методов и пропорций, что и куросы. Правда, в случае кор человеческая анатомия скрыта под драпировками и не так важна. Зато взамен этого линии тканей, окутывая гладкие формы, свободно текут, создавая безмятежное, практически гипнотическое настроение, которое вдобавок дополняется мирным выражением лица и статичной позой. 
Как правило, корпус выполнялся из одного куска камня, а руки приставлялись отдельно.

### Цвет и материал
Эти скульптуры в древности были полностью окрашены — полихромными. Цвет подчеркивал жизнеподобие изображения — красками выделялись различные поверхности (волосы, кожа, глаза, ткань); а также служил декоративным целям, как например в случае орнамента на текстиле. Пигмент наносился на поверхность камня с помощью энкаустики: окрашивающие гранулы смешивались с воском (служившим связующим), и получившаяся смесь в горячем виде наносилась на камень. Когда воск, покрывающий поверхность, остывал, он запечатывал таким образом все поры минерала и в некоторой степени защищал его от разрушения.
Таким образом, на выбор породы камня для изготовления не влиял его натуральный цвет или прозрачность — они не были важны. На первый план выходили такие качества как долговечность и легкость в обработке. В ранний период развития на изготовление кор (и куросов) шел известняк, камень относительно мягкий и пористый. Он хорошо сохраняет краску на поверхности, но при долгом нахождении под открытым небом начинает разрушаться.
Вдобавок, так как статуи не вырезались из монолита, а собирались из отдельных деталей, некоторые известняковые элементы могли теряться еще даже при жизни посвятившего статую. Поэтому нет ничего странного в том, что вскоре скульпторы предпочли известняку мрамор, который труднее обрабатывается, зато дольше сохраняется.

## Эволюция

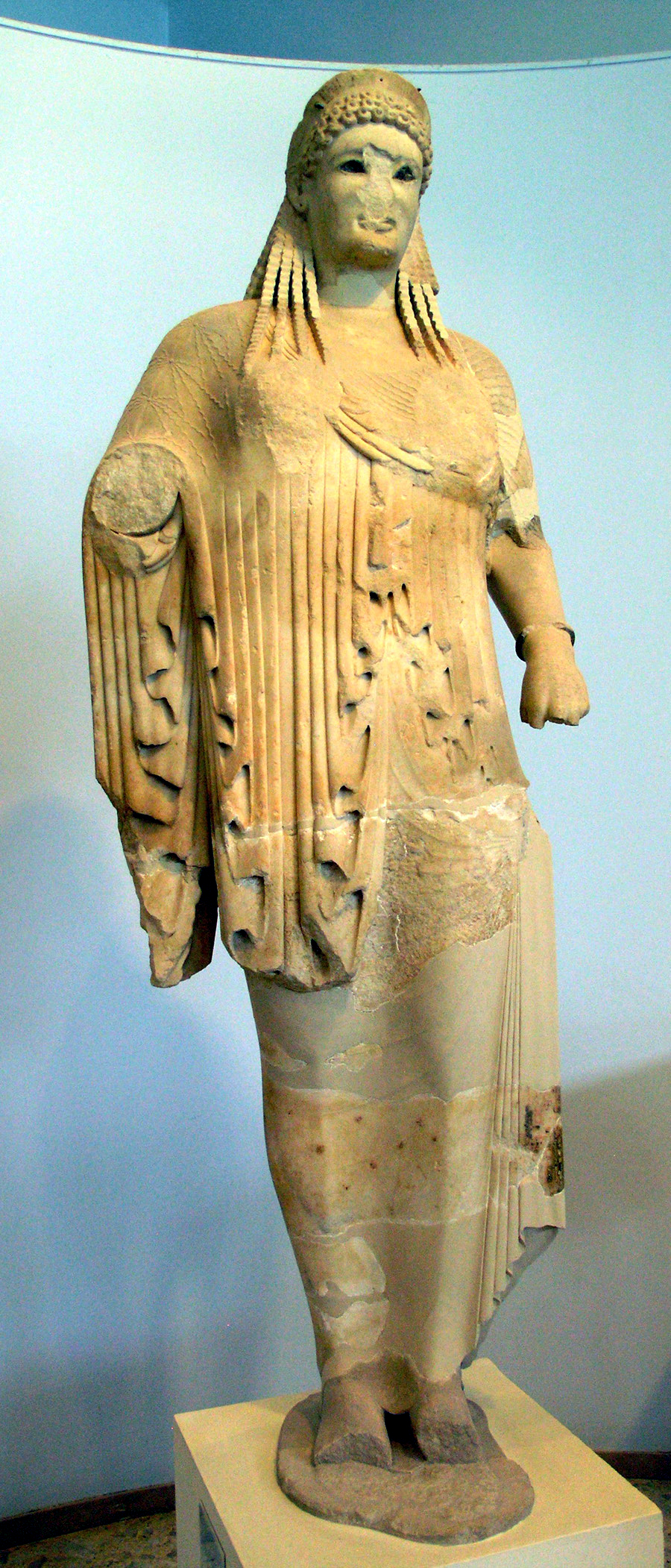
Позднеархаическая «Кора Антенора» (№ 681), скульптор Антенор, ок. 530 до н. э., Новый музей Акрополя

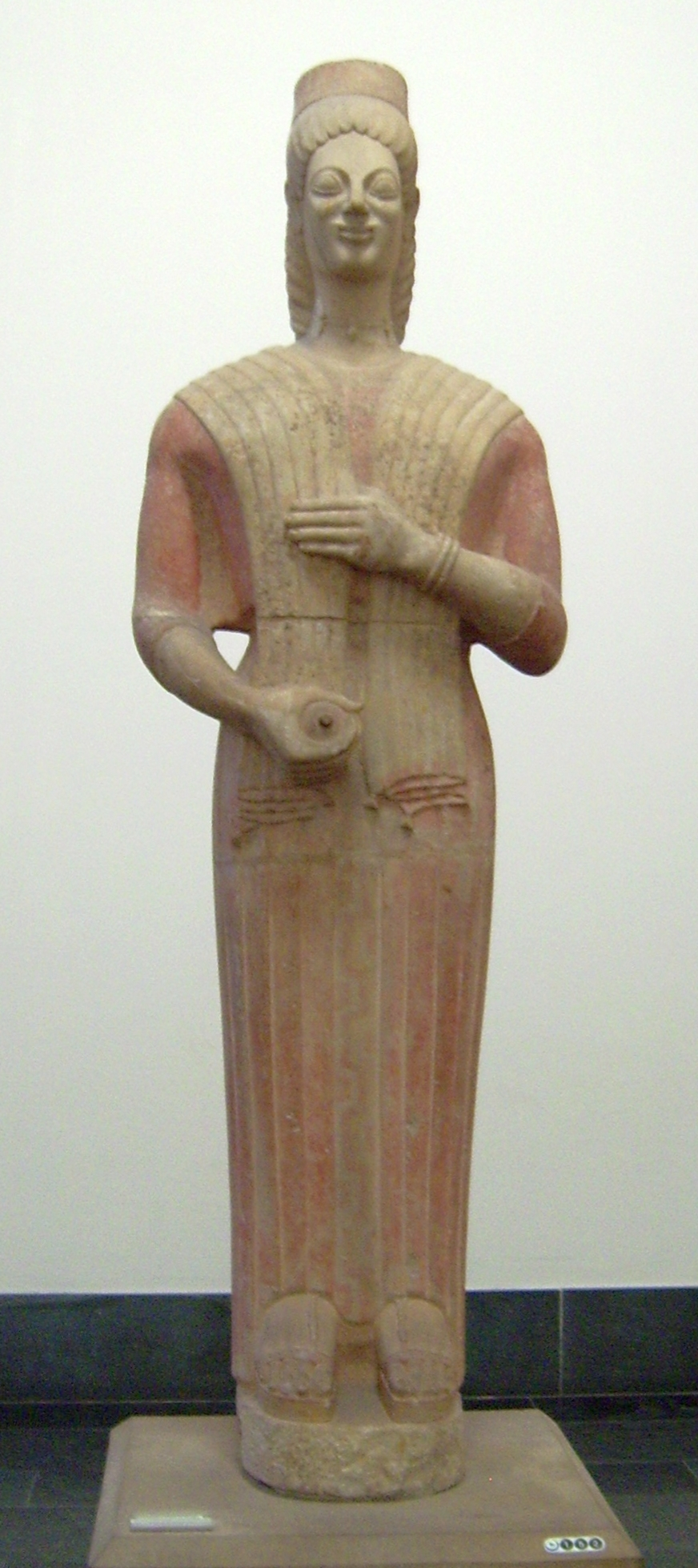
Геометризированная «Берлинская богиня (Кора с гранатом)», 580—560 годы до н. э., Античное собрание, Берлин

За весь период иконография коры оставалась практически неизменной, хотя, как и во всем древнегреческом искусстве, характер изображения претерпевал эволюцию от геометрической стилизации до реализма.
В отличие от своих аналогов противоположного пола — куросов, обнаженными коры никогда не изображались. Они отличались хорошо проработанными прическами и одеждой. По этой причине, если эволюция куросов  рассматривается с точки зрения анализа изменения трактовки человеческой анатомии, анализ развития типа кор идет по пути рассмотрения изменяющегося языка одеяний и складок вместе с выражением лица, мимикой.
Мимика в течение веков модифицировалась от наивного и беззаботного выражения лица начала VII века до н. э. до более строгого, пристального взгляда, присущего поздней архаическому и раннему классическому периодам.
Сложные одеяния, принадлежностью которых был короткий косой хитончик, наброшенный на грудь, скрывают пластику тела, но уже в 30-х годы VI века до н. э. у кор появились строгие дорийские уборы — пеплосы, которые станут основным одеянием классического периода. Формы тела становятся более крепкими, реальными, а к началу грекоперсидских войн улыбка сбегает с архаических лиц.

Первым систематическим исследователем кор был профессор Панагис Каввадиас, работавший на акрополе с 1882 года.

## Предназначение
Как и куросы, создавались и с вотивными, и с мемориальными целями: богатые донаторы посвящали их как подарок божествам, значительно реже — чтобы отмечать надгробие членов семьи. Во многих случаях на базах статуй (иногда на их одеждах) высекалась короткая надпись, озвучивающая предназначение статуи, имена патрона и скульптора. Согласно большинству современных интерпретаций археологических свидетельств, коры никогда не являлись изображением какого-либо божества.

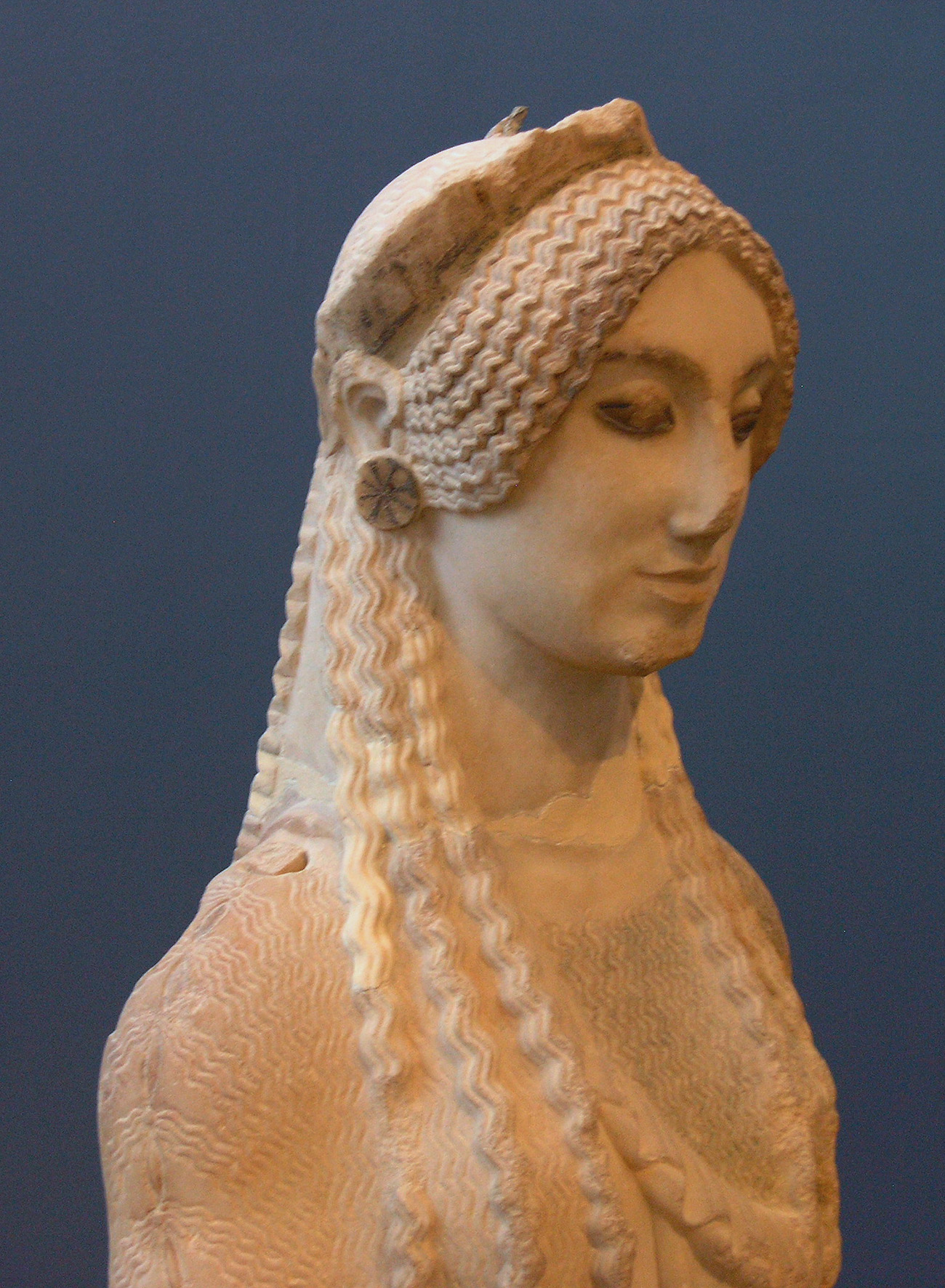
«Кора с миндалевидными глазами» (№ 674). Ок. 500 до н. э. Новый музей Акрополя

### Памятники
Самый крупный набор кор был найден на афинском Акрополе, они относятся к началу VI века до н. э. По сути, всю историю развития этого типа легко можно проследить по этой коллекции (Новый музей Акрополя), которая практически монополизирует эту тему благодаря большому количеству скульптур и их стилистическому разнообразию. Коры из Акрополя различаются по порядковым номерам, либо по каким-то особенным прозвищам. Самые известные из них — «Кора в пеплосе» (№ 679), «Хиосская кора» (№ 675) и «Кора с миндалевидными глазами» (№ 674). Также интересны кора с Афинского Акрополя (№ 682), «Кора в красной обуви» (ок. 510 до н. э.), «Кора Эутидикоса» (№ 686, № 609). Большинство этих скульптур были повреждены в течение греко-персидских войн, и горожане не ремонтировали их, а просто погребли в землю, где они и были обнаружены в 1885—1890 годах.
Ранние коры из других собраний: «Дама из Осера» (Лувр), «Кора Никандра» с Делоса, ок. 650 года до н. э., «Гера. Дар Херамия» (Лувр, ок. 560 года до н. э.). Более поздняя — «Кора Фрасиклея» (Национальный археологический музей в Афинах, ок. 550—540 года до н. э.)